# Șieu-Măgheruș (gmina)
Șieu-Măgheruș – gmina w Rumunii, w okręgu Bistrița-Năsăud. Obejmuje miejscowości Arcalia, Chintelnic, Crainimăt, Podirei, Sărățel, Șieu-Măgheruș i Valea Măgherușului. W 2011 roku liczyła 3756 mieszkańców.